# زنگ‌آوای سینه‌زرد
زنگ‌آوای سینه‌زرد (نام علمی: Laniarius atroflavus) نام یک گونه از سرده زنگ‌آواها است.